# Nicolaas van 't Wout

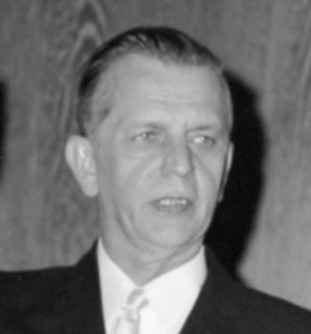
Nicolaas van 't Wout (1969)

Nicolaas van 't Wout (Harmelen, 7 juni 1920 – Oegstgeest, 23 april 2012) was een Nederlands politicus van de ARP en later het CDA.
Zijn vader was aannemer en zelf ging hij in september 1938 als volontair aan de gang bij de gemeente Lange Ruige Weide. Een jaar later ging hij werken bij de gemeente Oudenrijn en in september 1945 maakte hij de overstap naar de gemeente Renswoude waar hij in 1949 de gemeentesecretaris werd. In mei 1969 werd Van 't Wout de burgemeester van de Zuid-Hollandse gemeente Valkenburg wat hij tot zijn pensionering in 1985 zou blijven. In 2012 overleed hij op 91-jarige leeftijd. Zijn kleinzoon Bas van 't Wout kwam enkele maanden later namens de VVD in de Tweede Kamer. Later werd hij staatssecretaris van Sociale Zaken.